# Cistein dioksigenaza
Cistein dioksigenaza (CDO, CAS broj: 37256-59-0) je enzim sisara bez hem gvožđa koji katalizuje konverziju L-cisteina u cistein sulfinsku kiselinu (cistein sulfinat) putem inkorporacije di-kiseonika.
Cistein sulfinska kiselina se nalazi u tački grananja cisteinskog katabolizma, gde su moguća dva puta koja rezultuju u formiranju taurina ili sulfata. Od cistein sulfinske kiseline-zavisni put metabolizma taurina sledi sintezu hipotaurina (2-aminoetan sulfinata), koji se naknadno oksiduje do taurina. Isto tako, cistein sulfinat može da podlegne transaminaciji i formira β-sulfinilpiruvat, koji se razlaže do piruvata i sulfita.*

## Literatura
- Sakakibara S, Yamaguchi K, Hosokawa Y, Kohashi N, Ueda I (1976). „Purification and some properties of rat liver cysteine oxidase (cysteine dioxygenase)”. Biochim. Biophys. Acta. 422 (2): 273—9. PMID 2307.
- Chai, S. C.; Jerkins, A. A.; Banik, J. J.;  . (2005). „Heterologous expression, purification, and characterization of recombinant rat cysteine dioxygenase”. J. Biol. Chem. 280 (11): 9865—9. PMID 15623508. doi:10.1074/jbc.M413733200. Архивирано из оригинала 13. 01. 2013. г. Приступљено 03. 03. 2011.
- Schousboe, Arne; Lajtha, Abel; Saransaari, Pirjo (2007). Amino acids and peptides in the nervous system. Berlin: Springer.  978-0-387-30342-0.
- Nicholas C. Price; Lewis Stevens (1999). Fundamentals of Enzymology: The Cell and Molecular Biology of Catalytic Proteins (Third изд.). USA: Oxford University Press. ISBN 019850229X.
- Eric J. Toone (2006). Advances in Enzymology and Related Areas of Molecular Biology, Protein Evolution (Volume 75 изд.). Wiley-Interscience. ISBN 0471205036.
- Branden C; Tooze J. Introduction to Protein Structure. New York, NY: Garland Publishing. ISBN 0-8153-2305-0.
- Irwin H. Segel. Enzyme Kinetics: Behavior and Analysis of Rapid Equilibrium and Steady-State Enzyme Systems (Book 44 изд.). Wiley Classics Library. ISBN 0471303097.
- William P. Jencks (1987). Catalysis in Chemistry and Enzymology. Dover Publications. ISBN 0486654605.